# Старощербаково
Старощербако́во — деревня в Барабинском районе Новосибирской области. Административный центр Щербаковского сельсовета.

## География
Площадь деревни — 37 гектар.

## История
Основана в 1700 году. В 1926 году состояла из 68 хозяйств, основное население — русские. В административном отношении находилась в составе Ново-Черновского сельсовета Барабинского района Барабинского округа Сибирского края.

## Население
| 1926 | 2002 | 2007 | 2010 |
| ---- | ---- | ---- | ---- |
| 350  | ↗450 | ↗482 | ↗484 |

## Инфраструктура
В деревне по данным на 2007 год функционируют 1 учреждение здравоохранения, 2 образовательных учреждения.